# 梅明根戰役
梅明根戰役發生於1805年10月14日，是烏爾姆戰役中的一場戰役，法軍與人數劣勢的神聖羅馬帝國軍交戰，最終由蘇爾特率領的第四軍取得了大勝，帝國軍全軍投降。

## 註腳
1. 1 2 3  Smith, 204